# Il giglio nel campo e l'uccello nel cielo
(Gesù in Matteo 6: 25-34)
Il giglio nel campo e l'uccello nel cielo (in danese Lilen paa Marken og Fuglen under Himlen), è una delle opere del filosofo danese Søren Kierkegaard composta da tre discorsi di devozione. L'opera rientra nell'ultimo periodo dell'attività letteraria del filosofo, fu pubblicata il 14 maggio 1849 con il proprio nome e senza pseudonimi usati in opere precedenti. Le due partizioni in cui si possono dividere gli scritti di Kierkegaard riguardano infatti: le opere firmate con pseudonimi come Victor Eremita, Johannes de Silentio, Constantin Constantius e Nicolaus Notabene e le opere firmate con il proprio nome, Il giglio nel campo e l'uccello nel cielo appartiene appunto a questo secondo gruppo, rientrando nel genere dei "discorsi edificanti". Un genere, quello della letteratura di edificazione, che aveva avuto i suoi precursori nelle opere di Bernardo di Chiaravalle e Bonaventura da Bagnoregio..
L'edizione italiana della Donzelli Editore, su cui si basa questa recensione, è titolata Il giglio nel campo e l'uccello nel cielo - Discorsi 1849-1851, infatti oltre l'opera principale, contiene sei discorsi (che qui recensiamo) che rientrano nel genere della letteratura di edificazione pubblicati (con l'opera principale) nel periodo 1849-1851.
Il titolo fa esplicito riferimento alle parole di Gesù nel Sermone del Monte, contenute nel capitolo 6 del Vangelo di Matteo. Ad avviso di alcuni critici si tratta di «scritti di rara bellezza» che rientrando nella categoria di quelli "edificanti", rappresentano «una via d'uscita dalla disperazione del vivere», una «cura dell'anima». Questa opera kierkegaardiana è importante anche per una seconda ragione: rappresenta l'inizio di un "Kierkegaard diverso". A partire da questa opera, infatti, «quello che ne viene fuori è un «altro» Kierkegaard, ma non un Kierkegaard minore, bensì, un Kierkegaard a partire dal quale bisognerà rileggere la sua intera opera». Kierkegaard stesso sottolineando la differenza sostanziale fra i suoi due generi di scritti disse: «Offro gli scritti pseudonimi con la mano sinistra, gli scritti religiosi con la mano destra». A parte comunque il significato prevalentemente religioso, i critici intravedono nella letteratura edificante di Kierkegaard (Il giglio nel campo e l'uccello nel cielo compreso), un modo di riproporre la filosofia. Una filosofia che «torna alle sue origini» visto proprio che secondo Socrate, di cui Kierkegaard era grande estimatore, il fine della filosofia doveva essere, appunto, «la cura dell'anima». «Una filosofia, che non vuole decostruire, ma «edificare», ossia tentare di costruire una casa senza sofferenze, o almeno con minor sofferenza»

## Riassunto dell'opera
(Soren Kierkegaard)

### Tre discorsi di devozione

#### I parte: «Guardate gli uccelli del cielo; osservate il giglio nel campo»
«[...] Il Vangelo osa ordinare al poeta: tu devi essere come l'uccello. E il Vangelo è serio a tal punto che l'invenzione più irresistibile del poeta non lo muove al sorriso». Come un bambino non osa chiedere, né discutere mai la ragione di un comando ricevuto, il tu devi rivolto al poeta (adulto), anche se appare impossibile nella sua realizzazione visto che nessuno umano può essere mai simile a un uccello, non va messo in discussione, cerchiamo quindi di intravedere il significato di questo comando di Gesù.
«Potessi essere come un uccello, come il libero uccello che per la voglia di viaggiare vola molto, molto lontano sopra il mare e la terra, così vicino al cielo, verso paesi remoti, remoti [...]»
«Potessi essere un uccello, potessi essere come un uccello, che più leggero di ogni peso terrestre si solleva nell'aria, più leggero dell'aria [...]»
Con una serie di «potessi essere come un uccello», Kierkegaard fa un contrasto fra la sua esistenza "coatta", legata agli affanni quatidiani e alle sofferenze e la libertà di azione del 'libero uccello'.
Il Vangelo esaltando la felicità dell'uccello e del giglio, ad avviso del filosofo, è quasi crudele. «Non posso comprendere il Vangelo; c'è una differenza di linguaggio tra noi che mi ammazzerebbe, se la comprendessi». I gigli e gli uccelli sono più vicini all'esistenza di un bambino «innocente e gioioso» che a chi come lui (Kierkegaard) è «diventato presto vecchio, colpevole ed afflitto!». Eppure è strano, «Si dice giustamente che il poeta è un bambino. E tuttavia il poeta non può intendersi con il Vangelo. Perché a fondamento della vita del poeta c'è proprio il disperare di poter diventare ciò che si desidera; e questa disperazione genera il desiderio»
(Kierkegaarg a pag. 34 della sua opera)
Il bambino non riflette sul comando ricevuto da chi lo ammaestra, ragion per cui siccome è da considerarsi seria l'indicazione ricevuta dal Vangelo, il giglio e l'uccello sono per noi maestri. E in cosa l'uccello e il giglio possono essere maestri?
«Il silenzio, impariamo a tacere»
La cosa che ci distingue dagli animali come da un uccello e ancor più dal giglio è il linguaggio, il parlare. Ma se parlare è un vantaggio, il tacere, rileva Kierkegaard, è un'arte di non poco conto. Proprio perché l'uomo sa parlare, il saper poi tacere dovrebbe essere un'arte da imparare e da tenere sotto controllo. Questo si può imparare «dai silenziosi maestri: il giglio e l'uccello»
«Cercate prima il regno di Dio e la sua giustizia»
Kierkegaard si domanda: Ma che vuol dire effettivamente questa esortazione di Gesù? Che deve fare lui per mettere in pratica quella esortazione? Quale è «quella tensione di cui si possa dire che cerca, che aspira al regno di Dio?». Cercare il regno di Dio significa forse che deve dare le proprie sostante ai poveri? No, tu devi cercare prima il regno di Dio. Significa allora uscire e annunciare la mondo questo insegnamento? Ancora no! tu devi cercare prima il regno di Dio.
Ma allora si chiede Kierkegaard, non deve fare praticamente nulla. «Sì, proprio così, in un certo senso è nulla; tu devi rendere te stesso nulla nel senso più profondo, diventare nulla davanti a Dio, imparare a tacere. In questo silenzio sta quell'inizio che è: cercare prima il regno di Dio». Kierkegaard fa rilevare che se per "prima" bisogna cercare il regno, il Vangelo fa intendere «che c'è dell'altro da cercare», il che è vero, cercare il regno di Dio non è la sola cosa da cercare. È però innegabile che di fatto si può cercare il regno di Dio «solo se lo si ricerca per primo». L'inizio è proprio l'arte di diventare, nel senso più profondo, silenziosi di fronte a Dio. «Infatti come il timore di Dio è l'inizio della saggezza, così il silenzio è l'inizio del timore di Dio. E come il timore di Dio è più dell'inizio della saggezza, è «saggezza», così il silenzio è più dell'inizio del timore di Dio, è «timore di Dio». Guarda la formica e diventa saggio dice Salomone, va dall'uccello e dal giglio e impara il silenzio, dice il Vangelo». Questo silenzio implica, ad avviso del filosofo, la preghiera a Dio, preghiera necessaria per raggiungere la «giusta intimità» con Lui.
(Kierkegaard, op. cit., p. 37)
La conclusione interpretativa del "cercare prima il regno di Dio" è secondo Kierkegaard, questa: «Cercare prima il regno di Dio, cioè, diventa come il giglio e l'uccello, cioè, diventa del tutto silenzioso davanti a Dio; così il resto vi sarà dato in sovrappiù».

#### II parte: «Nessuno può servire due padroni; infatti o odierà l'uno e amerà l'altro, o si legherà all'uno e disprezzerà l'altro»
Rivolgendosi al "Mio ascoltatore" Kierkegaard rileva (alludendo a quanto aveva scritto nel suo Enten-Eller): «Tu sai che nel mondo si parla spesso di aut-aut; e questo aut-aut suscita grande scalpore, tiene occupate nei modi più diversi persone diverse, nella speranza, nel timore, nell'alacre attività, nell'ansiosa inattività, e via dicendo. Sai anche che in questo stesso mondo si è detto che non esiste alcun aut-aut (allusione ironica all'hegelismo), e questa sapienza a sua volta ha destato lo stesso scalpore del più significativo aut-aut. Ma qui fuori, nel silenzio presso il giglio e l'uccello, c'è forse qualche dubbio sull'esistenza di un aut-aut (che implica una scelta ovvero l'enten-eller danese: o - o, o questo o quello)? O forse c'è qualche dubbio sulla natura di questo aut-aut? O c'è qualche dubbio che questo aut-aut non sia nel senso più profondo, l'unico aut-aut?»
No, infatti (Kierkegaard sta parlando di questo: «Nessuno può servire due padroni») c'è un innegabile aut-aut: «O Dio, o....» dove il resto può essere qualsiasi altra cosa un uomo scelga è indifferente, un uomo che non sceglie Dio si lascia sfuggire l'aut-aut.
«Dunque nel silenzio presso il giglio e l'uccello c'è un aut-aut, o Dio... e va inteso così: o amare Dio oppure odiarlo, o legarsi a lui oppure disprezzarlo.» Ma che significa allora questo aut-aut che di fatto è una "richiesta". Cosa richiede Dio da noi?
La risposta è: «Richiede obbedienza, incondizionata obbedienza; se non sei obbediente in tutto incondizionatamente, non lo ami, e se non lo ami lo odi; se non sei obbediente in tutto incondizionatamente, non ti leghi a lui; oppure, se non ti leghi a lui incondizionatamente e in ogni cosa, non ti leghi a lui, e se non ti leghi a lui lo disprezzi». Ad avviso del filosofo questa ubbidienza incondizionata la si può imparare proprio dal giglio e dall'uccello, definiti «gli obbedienti maestri» senza che ci sia nessuna contraddizione. Infatti l'obbediente in genere non è un maestro, ma un discepolo, qui invece gli "obbedienti" sono maestri. Chiunque diventi obbediente come il giglio e l'uccello a sua volta è maestro e può insegnare l'obbedienza proprio perché si è un esempio vivente di obbedienza.
L'obbedienza
(Kierkegaarg a pag. 54 della sua opera)
Incondizionata obbedienza. Nella natura tutto, comprese la vita dell'uccello e il fiorire e il morire del giglio, è evidente, ad avviso di Kierkegaard, l'incondizionamento. Tale incondizionamento manca invece nella maggioranza degli uomini, abituati a usare «la mezza misura» e che credono che una piccola disobbedienza non sia poi assoluta disobbedienza, che la minima disobbedienza non sia poi davvero «disprezzare Dio» e che non sia ancora disprezzare Dio se uno dividendosi, serve qualcos'altro o qualcun altro.
Ma è possibile servire Dio senza essere incondizionatamente da lui plasmati? No, anche per gli effetti che produce: «[...] il condizionato è in sé stesso insicurezza» mentre l'incondizionato è vera sicurezza. «Infatti il giglio e l'uccello sono incondizionatamente obbidienti a Dio, sono così semplici o così sublimi nell'obbedienza che credono che tutto quello che succede sia incondizionatamente volontà di Dio, e non hanno altro compito al mondo che o fare la volontà di Dio con incondizionata obbedienza, oppure accettare la volontà di Dio con incondizionata obbedienza». Fu proprio il peccato dell'uomo a turbare la bellezza del mondo intero dove tutto prima era buono. Infatti il voler servire un altro padrone o voler servire due o più padroni ha portato una frattura in un mondo prima unito e che serviva Dio incondizionatamente.

#### III parte: «Guardate gli uccelli del cielo: non seminano, non mietono, non ammassano nei granai»,liberi dalla preoccupazione del domani. «Osservate l'erba del campo,che oggi è»
La gioia
Il giglio e l'uccello oltre a essere maestri sono anche gioiosi e siccome la gioia si può comunicare nessun maestro insegna meglio la gioia «di chi è egli stesso gioioso». L'uccello mostra gioia mentre quando albeggia, si sveglia ed assapora il giorno; quando a fine giorno torna gioioso al suo nido; quando canta durante il suo lavoro che consiste appunto nel cantare. E come potrebbe l'uomo imparare la gioia da due insegnanti che non hanno la preoccupazione del domani? Kierkegaard fa qui un elenco delle cose che possono procurare gioia nell'uomo: L'esistenza, l'essere consapevoli che «oggi» hai il necessario per esistere; che sei cresciuto fino a diventare uomo; che puoi vedere, sentire suoni, gli odori, i sapori, che puoi avere sentimenti; che il sole sorge per te e per causa tua e che la luna e le stelle pure; che arriva l'inverno con la sua bellezza cui segue la primavera dove la campagna germoglia e la foresta cresce splendida, così come le altre stagioni che seguono.
Esiste però la caducità a cui anche il giglio e l'uccello sono soggetti. Essi sanno che prima o poi cesseranno di esistere. Come possono quindi essere e continuare ad essere gioiosi nonostante sanno che la loro esistenza avrà fine e come possono continuare ad essere maestri gioiosi visto che il Vangelo dice tu devi imparare la gioia dal giglio e l'uccello?
«Ci riescono in modo chiarissimo e semplicissimo - il giglio e l'uccello lo fanno sempre - mettono da parte questo domani, come se non ci fosse. C'è una parola dell'apostolo Paolo (si tratta invece di Pietro, leggi la nota) che il giglio e l'uccello hanno preso a cuore, e, semplici come sono, la prendono del tutto alla lettera. E proprio questo, il prenderla alla lettera, li aiuta.»
Imparando dal giglio e dall'uccello dobbiamo come uomini accettare di Dio tutto incondizionatamente, suo è il regno, la potenza e la gloria. Se l'uomo "rimane in Dio" , nulla può scalfirlo, nemmeno la morte. «Perché se resti in Dio, che tu viva o muoia, che nella vita le cose ti vadano bene o male; che tu muoia oggi o fra settant'anni, che trovi la tua morte in fondo al mare, dove più è profondo, o che tu esploda nell'aria: non uscirai al di fuori di Dio, tu resterai presente a te stesso in Dio, e perciò nel giorno stesso della tua morte sarai in Paradiso.»

### Tre discorsi per la comunione del venerdì: «Il sommo sacerdote» - «Il pubblicano» - «La peccatrice»
Prefazione (di Soren Kierkegaard - Primi di settembre 1849)
Nella prefazione Kierkegaard si rivolge «al mio lettore», cui fa dono di questi discorsi specificando che mentre c'è più felicità nel dare che ricevere (parafrasa un versetto del Vangelo), «il bene più grande è fatto da chi accoglie», Dà quindi più beatitudine l'accogliere che il donare (il lettore che accoglie i suoi scritti rispetto a lui che dona).

#### I parte: «Il sommo sacerdote»
(Ebrei IV,15)
«Chi soffre protesta quasi sempre che chi lo vuole confortare non si mette al suo posto» e questa protesta non è irragionevole perché mettersi al posto di un altro comprendendolo pienamente è impossibile, «nessun essere umano vive fin in fondo la stessa esperienza di un altro». D'altronde la volontà di Dio non è che un uomo possa trovare completo conforto in un altro uomo. C'è un solo essere che può invece mettersi fino in fondo al posto di ogni persona che ha bisogno di vero conforto e di ciascun sofferente: «il Signore Gesù Cristo»
Le sacre parole basate sul Vangelo identificano in Cristo il sommo sacerdote: «Non abbiamo un sommo sacerdote incapace di aver compassione delle nostre debolezze», di lui le Scritture dicono anche: «ne abbiamo uno che è stato provato in tutto al nostro stesso modo». La condizione per poter provare vera compassione, ad avviso di Kierkegaard, è proprio questa, uno che ha fatto esperienza, «perché la compassione di chi non ha fatto esperienza e non è stato provato è un fraintendimento, quasi sempre un fraintendimento che più o meno intensamente grava su chi soffre ferendolo - la condizione è questa essere provati allo stesso modo»
Gesù è un eccellente esempio di colui che può mostrare compassione è il sommo sacerdote che è stato provato al nostro stesso modo. «Fu proprio la compassione a fargli decidere di venire al mondo». Come fu la compassione, per libera decisione, è stato provato in tutto e al nostro stesso modo, Lui che si è messo «al tuo, al mio, al nostro posto», mettersi al posto di un altro per recare vero conforto. La sua è una compassione «sicura».
Il sommo sacerdote Gesù sa mettersi nei panni di chiunque soffra, la sua vita terrena lo dimostra: Anche lui soffri la fame e la sete e proprio in momenti difficili della sua vita quando lottava spiritualmente nel deserto. Nacque in una stalla e fu deposto in una mangiatoia e per tutta la vita non ebbe luogo dove «posare il capo», non possedeva più del giglio del campo e dell'uccello del cielo, anzi perfino meno. Con tali trascorsi, non può forse Gesù mettersi al tuo posto e comprendere fino in fondo anche le tue sofferenze materiali? E se le nostre sofferenze fossero nello spirito, cosa cambierebbe? Gesù potrebbe essere ancora di esempio nel confortarci, lui che aveva amici che «quando arrivò l'ora della decisione», lo abbandonarono tutti, uno lo tradì e un altro lo rinnegò. E che dire se il nostro dolore è causato dalla malvagità del mondo? Anche in questo Gesù può essere maestro nel confortarci. Lui che per primo fu deriso, disprezzato, frustato, torturato e infine crocifisso. Nessun nostro tipo di dolore può paragonarsi per intensità a quello provato dal «Salvatore del mondo».
Nessuno può mettersi al posto di questo sommo sacerdote. Lui non fu un «sofferente che cercava conforto dagli altri», tanto meno lo trovò o si lamentò di non averlo trovato. Quando arrivò «all'acme della sofferenza, ma anche al limite della sofferenza dove tutto muta di segno» è Lui che conforta gli altri. Guardando al modello di Gesù: «Ti lamenti che nessuno sia capace di mettersi al tuo posto» ? Lui può mettersi fino in fondo al tuo posto, «Lui che è stato provato in tutto al tuo stesso modo». Lo stesso dicasi per la tentazione. Se sei tentato, «chiunque tu sia, non ammutolire nella disperazione, come se la tentazione fosse sovrumana e nessuno potesse capirla; impaziente, non dipingere la grandezza della tua tentazione, come se neppure Lui potesse mettersi fino in fondo al tuo posto!». Solo se si hai resistito alla tentazione «ti è dato di sapere la verità sulla grandezza della tentazione. Finché non le hai resistito non sai la verità, non sai quanto sia terribile, sai solo quel che la tentazione, proprio per tentarti, ti fa credere».
(Kierkegaarg, op. cit., p. 83)
«Chiunque tu sia, e comunque tu sia tentato, Lui può mettersi fino in fondo al tuo posto». Gesù, "Redentore" e "Sommo Sacerdote".

#### II parte: «Il pubblicano»
(Luca XVIII, 13)
Kirkegaard rivolgendosi al «devoto ascoltatore» rammenta che le parole di Luca 18:13 si riferiscono a quella parte del Vangelo che parla del fariseo e del pubblicano. L'ipocrita fariseo che con il suo atteggiamento inganna Dio e se stesso e il sincero pubblicano che Dio giustifica. Ma mentre i due personaggi del Vangelo di Luca sono scontati e riconoscibili, ad avviso di Kierkegaard, esistono altri ipocriti, che con un'aria di santità, si atteggiano come il pubblicano, ma che si comportano a tutti gli effetti come il fariseo.
(Kierkegaard, op. cit., p. 89)
«Il pubblicano è stato presentato in tutti i tempi come l'esempio di un praticante sincero e timorato di Dio». Il pubblicano secondo il racconto evangelico «stava molto distante» e non in bella vista come il fariseo. Ad avviso di Kierkegaard la distanza del pubblicano ha un significato particolare: «Significa stare per conto proprio, stare soli con se stessi davanti a Dio», a sua volta questo "stare soli" significa essere vicinissimi a Dio, mentre quando sono presenti altri, si è molto più distanti da Lui.
Il fariseo d'altronde secondo le Scritture, stava anche lui per conto suo, era molto distante? Kierkegaard rileva che sarebbe stato molto distante, «se fosse stato davvero per conto suo; ma non stava davvero per conto suo». Il Vangelo infatti rileva che il fariseo ringraziava Dio per non essere come gli altri suoi simili. «L'orgoglio del fariseo stava proprio qui: orgogliosamente usava gli altri uomini per misurare la propria distanza da loro, davanti a Dio non voleva mollare il pensiero degli altri, ma se lo teneva stretto per potersene stare orgogliosamente per conto suo e contrapporsi agli altri; ma questo non è stare per conto proprio, e tanto meno è stare per conto proprio di fronte a Dio»
Il pubblicano stava molto distante, era cosciente di essere peccatore e non pensava a paragonarsi con altri uomini. In ultima analisi, se si fosse paragonato ad altri uomini, avrebbe dovuto ammettere che questi erano migliori. Il pubblicano era quindi solo, «solo con la coscienza della sua colpa» davanti a Dio. Il racconto biblico dice che «non voleva neppure sollevare gli occhi al cielo» e quindi abbassò lo sguardo.
Qui Kierkegaard riprende uno dei temi principali della sua "filosofia" : Il singolo di fronte a Dio
(Kierkegaard, op. cit., p. 92)
Proprio quanto si è soli (come il pubblicano) «il terrore crea, come il bisogno ha creato la preghiera, crea quest'urlo "Dio sii benevolo con me peccatore"». E quell'urlo ad avviso del filosofo non può essere che sincero, senza ipocrisia. «Il fariseo invece non era in pericolo, stava li orgoglioso e sicuro, soddisfatto di sé; da lui non si senti alcun urlo [...]». Il fariseo non era davanti a Dio. Il risultato fu che il pubblicano tornò a casa giustificato. «Così l'immagine si converte. Comincia con il fariseo che è vicino e il pubblicano molto distante; finisce con il fariseo che è molto distante e il pubblicano vicino». Il pubblicano che abbassa lo sguardo e vede Dio rispetto al fariseo che è veramente distante da Dio: la fede che surclassa l'intelletto.
(Kierkegaard, op. cit., p. 93)
Il pubblicano tornò a casa giustificato perché si accusò. Non c'erano degli accusatori che lo accusavano, non c'erano persone che aveva forse ingannato a dirgli che era un impostore, ma si accusava davanti a Dio spontaneamente riconoscendo il suo stato di peccatore. Il fariseo al contrario si lodava orgogliosamente per cui tornò a casa con un nuovo peccato come peccatore, il pubblicano invece giustificato. A questo punto Kierkegaard si rivolge al mio ascoltatore : «Fin qui riguardo al pubblicano. Ma ora tu mio ascoltatore! La somiglianza è così evidente. [...]». Chi confessa i propri peccati a Dio inginocchiandosi assomiglia a quel pubblicano.

#### III parte: «La peccatrice»
(Luca VII, 47)
Rivolgendosi al «mio ascoltatore», Kierkegaard dà per scontato che questo conoscesse bene il personaggio di cui stava parlando, ovvero «[...] di quella donna il cui nome è: la peccatrice»
(Luca 7:37,38)
Di quella donna, di cui non si menziona nemmeno il nome, o meglio, il cui nome è solo, "la peccatrice", viene detto: lei ha amato molto, in che modo "amò"? E perché "tanto"? Il filosofo che ha la caratteristica di elaborare un intero discorso partendo da un semplice versetto delle Sacra Scritture, che conosce molto bene, spiega:
«Ci sono opposti che stanno tra loro in lotta mortale, talvolta per uno degli opposti avvicinarsi all'altro significa l'annientamento più orribile. Lo stesso avviene quando un peccatore o una peccatrice si avvicina al Santo, si rivelano proprio di fronte a Lui, dunque nella luce di santità. La notte non fugge con più terrore alla vista del mattino che la distruggerà e, se ci sono fantasmi, uno spettro non trasale con più angoscia allo spuntare del giorno di quanto il peccatore non indietreggi atterrito di fronte al Santo che, come il giorno, manifesta ogni cosa. Finché può il peccatore fugge, finché può si sottrae a questo cammino di morte, a questo incontro con la luce, escogitando scuse e scappatoie e inganni e artifizi per sgattaiolare via.» Ma della peccatrice viene detto che ha amato molto.
(Kierkegaard, op. cit., p. 99)
La peccatrice va quindi dal Santo. Una peccatrice che va dal Santo? Qualsiasi peccatore avrebbe avuto un po' di riguardo per sé stesso, nonostante i propri molti peccati, ma non così per questa peccatrice. Lei non ha nessun riguardo, infatti ha "odiato se stessa" e in questo modo ha amato molto. Si "espose", non andò dal Santo in privato, andò da Gesù nella casa del fariseo, dove c'erano altri farisei, pur sapendo certamente che costoro l'avrebbero aspramente giudicata. Ma l'amore di questa donna peccatrice era grande, voleva incontrare Gesù e non ebbe riguardo per la sua persona, nonostante sapesse pure che gli orgogliosi farisei si sarebbero grandemente scandalizzati: una peccatrice che incontra il Santo, proprio lei «che avrebbe dovuto nascondersi agli occhi di tutti nel più remoto anfratto». Ma lei non "calcola", lei ha odiato se stessa: ha amato molto. La peccatrice andò quindi al banchetto. Al banchetto? chiede Kierkegaard. Mal si accorderebbe che una donna per di più è peccatrice, arriva ad un banchetto con un vasetto di alabastro con olio profumato, si siede ai piedi di un invitato e "piange". Questo turberebbe il banchetto, e per di più, in un clima festoso come un banchetto, una donna che vuole confessare il suo peccato? Inoltre «la confessione deve essere solo nel segreto davanti a Dio». Tutta questa "crudeltà" in effetti, ad avviso del filosofo, l'ha "inventata" la peccatrice stessa, lei è crudele con se stessa, riconoscendo i suoi peccati, ha "inventato" il suo tormento, lei ha odiato se stessa: ha amato molto.
In quel banchetto, «si è seduta ai piedi di Cristo, li ha bagnati di pianto, li ha asciugati coi propri capelli». «Non fa parola, né dà assicurazioni - espressioni troppo spesso ingannevoli, che necessitano così facilmente di nuove assicurazioni che le cose stanno realmente come si assicura. Non assicura, agisce: piange, bacia i piedi di Lui.» Non fa calcoli, non pensa, non si vergogna, ma piange riconoscendo in cuor suo i propri peccati, mentre non asciugando le proprie lacrime, asciuga i piedi di colui che può tutto incondizionatamente: ha amato molto, «dimenticando se stessa».
Sì, "dimentica se stessa" perché "pensa ad un altro", e in questo ha amato molto, proprio come:
«Chi, nell'istante in cui più è occupato, nell'istante per sé più prezioso, dimentica se stesso e pensa ad un altro, questi ama di più. Chi, egli stesso affamato, dimentica sé stesso e dà all'altro la modesta provvista appena sufficiente per uno solo, questo ama di più. Chi, in pericolo di vita dimentica se stesso e lascia all'altro l'unica ancora di salvezza, questi ama di più [...], così ha fatto lei»
Lei che silenziosa sta ai suoi piedi, lo unge con unguento profumato, li asciuga con i propri capelli, li bacia e piange.
(Kierkegaard, op. cit., p. 103)
E di questa "immagine", Gesù parla al fariseo Simone, non si rivolge nemmeno direttamente alla peccatrice ai suoi piedi. Parla a Simone, parlando di lei e dicendo: «le sono stati perdonati i suoi molti peccati», a lei che ha amato molto.
La conclusione a cui giunge il filosofo è quindi: che l'amore perfetto è una profonda confessione dei propri peccati, sincera, vera, inesorabile, profonda. «Una simile confessione è amare molto»

### Un discorso edificante
Scritto nel 1850, questo discorso riprende il tema del «la peccatrice». Qui però Kierkegaard si focalizza sulla peccatrice come "maestra". Nonostante alle donne cristiane non era permesso di "insegnare", come mai e in che senso la peccatrice può, nel cristianesimo, essere una "maestra"?
«Da una donna imparerai quella pena silenziosa, profonda, timorata, che tace davanti a Dio: da Maria, perché in effetti avvenne, come era stato predetto che una spada le trapassò il cuore, ma lei non disperò, né per la predizione, né quando essa si avverò. Da una donna imparerai la preoccupazione per l'unica cosa necessaria: da Maria, la sorella di Lazzaro, che in silenzio sedeva ai piedi di Cristo, avendo scelto con il cuore l'unica cosa necessaria»
(Kierkegaard, op. cit., p. 112)
Cosa possiamo imparare dalla peccatrice:
(Kierkegaard, op. cit., p. 112)
Chi riconosce la propria condizione di peccatore, e tutti lo siamo "compreso io", asserisce il filosofo, deve preoccuparsi del proprio peccato senza esserlo di nessun'altra cosa. E qui la peccatrice, ad avviso di Kierkegaard è davvero maestra, insegna. Concentrata sul suo peccato, la peccatrice infatti sopporta ogni altra cosa, anzi sembra non accorgersi neanche. Presentandosi al banchetto con i farisei non si preoccupa minimamente della vergogna, del disonore, della propria umiliazione. Tutto era diventato per la peccatrice indifferente «l'ostilità di chi le stava intorno, la disapprovazione per la sua presenza al banchetto, la fredda altezzosità o il feroce scherno dei farisei» aveva una preoccupazione ben più grande e più importante: il suo peccato e trovare perdono per esso. La peccatrice ha dalla sua, la forza della disperazione e non fugge davanti alla vergogna o all'astio degli astanti al banchetto. Ma questa donna, ad avviso di Kierkegaard, non è disperata: è credente!
(Kierkegaard, op. cit., p. 116)
Kierkegaard asserisce che se dovessimo descrivere il comportamento della peccatrice in tutte le sue fasi, dovremmo dire: «non fa assolutamente nulla». Ad esempio, non aspetta per andare a trovare Gesù il suo Salvatore, «non ha aspettato di sentirsene degna», anzi il filosofo sottolinea «che è proprio il sentimento di indegnità a determinarla». Non pensa, agisce e va al banchetto. E che fa quando giunge al banchetto? «Non si abbandona alla passione dell'autoaccusa verbale», come se questa potesse avvicinarla alla salvezza e renderla a Dio gradita, non fa assolutamente nulla, ma tace e piange. Si accovaccia ai piedi di Cristo, piange, spalma l'olio profumato sui piedi di Gesù e li asciuga con i suoi capelli e silenziosa sembra estraniata dal clima festoso e allo stesso modo, verso di lei, ostile dei presenti al banchetto. E quando sente Gesù parlare dell'argomento "dei debitori", capisce che sta parlando di lei, ma lei tace, non si intromette. E quando sente il Salvatore dire "le sono rimessi i suoi molti peccati", lo sente aggiungere anche la motivazione: «perché ha amato molto». La peccatrice entrò al banchetto con «il peccato e la pena» e tornò a casa con «il perdono e la gioia». «Cosa fa quindi questa donna da cui dovremmo imparare?». Assolutamente nulla, ovvero argomenta Kierkegaard, capire che per trovare il perdono «non si può fare nulla da sé». Ciò significa che «[...] davanti a Dio un uomo non può assolutamente nulla; come sarebbe mai possibile, visto che perfino in rapporto alla cosa più infima di cui umanamente parlando è capace non può nulla, se non per mezzo di Dio».
(Kierkegaard, op. cit., p. 119)
Qualcuno potrebbe asserire, fa notare Kierkegaard, che per la peccatrice era facile credere al perdono dei suoi peccati, era stata alla presenza di Cristo, l'aveva sentito parlare e l'aveva visto, nulla di più facile che credergli. Il filosofo danese fa notare che:
(Kierkegaard, op. cit., p. 119)
Infatti ora noi sappiamo dalla sua Parola che è in Cristo la remissione dei peccati. Anche perché un'altra faccia della medaglia è che noi, non contemporanei a Cristo, abbiamo rispetto alla peccatrice che ascoltò Cristo, un conforto che lei non ha avuto, ovvero «[...] il conforto della sua morte come redenzione, come pegno che tutti i peccati sono rimessi». Quindi chi pensa che la peccatrice venne avvantaggiata dalla contemporaneità con Cristo, non considera che ella «non aveva la morte di lui da cui trarre conforto, a differenza di chi venne dopo» E per avvalorare il suo discorso, Kierkegaard conclude: «Al contemporaneo. Cristo può dire soltanto: offrirò me stesso in sacrificio per il peccato del mondo, anche per il tuo. È più facile credere allora o credere quando l'ha fatto, quando si è sacrificato?»

### Due discorsi per la comunione del venerdì
Prefazione. Copenaghen, tarda estate 1851.
Nella prefazione dei due discorsi che seguono, Kierkegaard applica la sua filosofia esistenziale riguardante, il "singolo" e la sua introspezione, all'essere cristiano. Tiene a precisare che «non si considera in alcun modo testimone di verità», lui è semplicemente «un poeta e pensatore, che «senza autorità» non ha portato nulla di nuovo, ma ha «voluto leggere ancora una volta da cima a fondo, se possibile in modo più interiore, lo scritto originario della condizione esistenziale individuale, umana, quel testo vecchio, noto tramandato dai padri.»». La sua visione della vita, afferma il filosofo, che è il pensiero dell'umanità e dell'eguaglianza tra gli uomini è questa:
(Kierkegaard, op. cit., pp. 125-26)
Kirkekaard ripropone qui un tema assai noto, caro alla sua filosofia: "il singolo" dinnanzi a Dio, un singolo che ha le stesse possibilità di qualsiasi altro "singolo" esistente nel genere umano. Infatti, il filosofo spiega, che questo "singolo" è vicino od "altrettanto" vicino a Dio, perché è amato da lui. C'è quindi eguaglianza, perfetta eguaglianza fra un uomo e un qualsiasi altro uomo. Qualunque infatti siano le condizioni di affetto e di amore del "singolo", una cosa certa è: il fatto che Dio ama qualsiasi "singolo", qualsiasi uomo. Un uomo potrebbe essere profondamente amato «dalla propria moglie, dai propri figli, dagli amici, dai suoi contemporanei, e non si ferma a pensare, che è amato da Dio.» E anche l'altro singolo, che invece non è amato da nessuno, non ha nessuno affetto e non ha nessuno che lo considera, e per questa condizione, forse «sospira», anche questi, non si ferma a pensare che è invece, amato da Dio. L'infinito amore divino non fa differenze, ma gli uomini ingrati, non se ne rendono conto.

#### I parte: Luca VII, 47: «Ma colui al quale si perdona poco, ama poco»
(Kierkegaard, op. cit., p. 129)
Non è facile pregare, ad avviso del filosofo, chi davvero prega a volte ha la sensazione di non riuscire a dire tutto, o non di dirlo come desiderava, «e così non arriva all'amen».
Inoltre quello «pesa ed opprime» che fa parte dei nostri peccati che ci vengono rimessi, non dovrebbe più opprimerci, anzi osserva Kierkegaard: «gettane via il ricordo così da non ritenerli nel ricordo; e getta via il ricordo di averli gettati via da te così da non ritenerli in te nel ricordo [...]».
L'etica del cristiano è diversa: Se si vuole imparare a temere, si deve imparare «non il rigore della giustizia, ma la clemenza dell'amore». La fredda giustizia guarda «con fare giudicante», ma l'amore è molto più penetrante nella vita di ogni uomo. Infatti mentre la giustizia crea baratri tra sé e il peccatore, «l'amore sta dalla parte del peccatore, non l'accusa, non condanna, perdona e rimette». Anche il giudice che deve giudicare è in questo caso diverso da qualsiasi giudice umano: Dio è immutato nell'amore.

#### II parte: Prima lettera di Pietro IV,7: «L'amore nasconderà la moltitudine dei peccati»
"L'amore" rende ciechi, nasconde i peccati altrui, non li evidenzia con fare giudicante. La persona che ama "nasconde" i peccati del suo prossimo, non ne vede nemmeno i difetti, «o se li vede si comporta come se non li vedesse», nascondendoli a sé e agli altri. In un certo senso, il cristiano che perdona si comporta come, se non più, di un innamorato, cieco dinnanzi i probabili difetti dell'amata. Chi perdona, mostrando amore e nascondendo i peccati del prossimo, favorisce l'applicazione della stessa condizione di ciò che lui applica per gli altri, ovvero essere perdonato dagli altri che a loro volta nasconderanno i peccati di chi perdona. Tutto ciò è davvero relativo, perdonare i peccati di pochi, rispetto al sacrificio di Cristo che abbraccia i peccati del mondo intero.
Nell'intimo di ogni uomo, osserva Kierkegaard, c'è un confidente che «ci accompagna dappertutto», la coscienza. Un uomo potrebbe tenere nascosti i propri peccati in modo da non farli notare a nessuno, e forse potrebbe anche «gioire stoltamente» per essere riuscito nell'inganno. La cosa che però non può fare, è «nascondere i propri peccati a se stesso». Inoltre questo "predicatore" (la propria coscienza) è un alleato incorruttibile e scrupoloso di Dio, e segue l'uomo dappertutto, per cui nel momento che la coscienza prende atto del proprio peccato è Dio stesso ad esserne consapevole.
(Orazio ripreso da Kierkegaard, op. cit., p. 141)
Fuggire dal proprio "confidente" non più di quanto possa, «secondo le parole di quel pagano fuggire al galoppo dall'ansia che gli siede dietro e non più di quanto, [...]"sia d'aiuto al cervo correre a precipizio per sfuggire alla freccia che gli sta in petto: quanto più impetuosamente si precipita, tanto più a fondo gli si conficca la freccia" ». Questo "predicatore", ad avviso del filosofo non è come un predicatore comune che parla al pubblico in generale, questo «parla solo unicamente di te, a te, in te».
E qui Kierkegaard ammette: «[...] io stesso sono a sufficienza terrorizzato», purtroppo, rileva il filosofo, non esiste luogo al mondo nemmeno un immenso deserto che possa far fuggire un uomo dalla coscienza del proprio peccato.
Ecco qui intervenire Cristo con il suo sacrificio: Quello che non è stato possibile prima, quello che è stato anche lo sforzo infruttuoso della Legge osservata fino al tempo di Cristo sulla terra, è stato reso possibile dal Vangelo. Cristo apre le braccia al peccatore colpevole di qualsiasi peccato, l'amore di Cristo infatti copre "una moltitudine di peccati", solo lui ha la qualità divina, unica,«il cui amore nasconde la moltitudine di peccati ». Li nasconde davvero in senso letterale come una chioccia «che preoccupata, nel momento del pericolo raccoglie i pulcini sotto le proprie ali, li copre, ed è pronta a dare la sua vita piuttosto che privarli di quel riparo che ne rende impossibile la vista all'occhio del nemico: allo stesso modo egli nasconde il tuo peccato». Nonostante tutto mentre è vero che Cristo può chiudere gli occhi per i tuoi peccati, non può chiudere i tuoi occhi di fronte ad essi. Si parla di atti dell'amore, fa rilevare il filosofo, ma l'unico vero atto dell'amore è stato solo uno: Quello di Gesù Cristo, «della sua morte redentrice che nasconde la moltitudine di peccati [...]. Egli è morto una volta per tutte per il mondo intero e per i nostri peccati». Dinnanzi a questo amore infinito di Gesù cosa si richiede dal vero cristiano? Kierkegaard conclude il suo discorso, e il suo libro con queste parole:
«Non è solo in memoria di lui, non è solo come pegno che tu sei in comunione con lui; ma essa è la comunione, quella comunione che devi sforzarti di conservare nella tua vita quotidiana, vivendo te stesso sempre più fuori di te e sempre più in lui, nel suo amore che nasconde una moltitudine di peccati».

## Edizioni
- Lilen paa Marken og Fuglen under Himlen. Tre Gudelige Taler, 1849.
- Il giglio nel campo e l'uccello nel cielo. Discorsi 1849-1851 trad. e introduzione di Ettore Rocca, Donzelli Editore, Roma 1998 ISBN 88-7989-389-0 ISBN 978-88-6036-636-8